# Крила (сингл)
Крила — сингл українського рок-гурту Обійми Дощу, представлений 5 жовтня 2017 року; перший сингл із альбому Сон.

## Список композицій
| #     | Назва   | Тривалість |
| ----- | ------- | ---------- |
| 1.    | «Крила» | 10:09      |
| 10:09 |         |            |

## Учасники запису

### Обійми Дощу
- Володимир Агафонкін — вокал, акустична гітара, автор музики, автор тексту
- Микола Кривонос — бас-гітара
- Олексій Катрук — електрогітара
- Олена Нестеровська — альт
- Ярослав Гладілін — ударні, перкусія
- Євген Дубовик — фортепіано

### Запрошені музиканти
- Анастасія Шипак — скрипка
- Кирило Бондар — скрипка
- Андрій Александров — віолончель
- Борис Ходорковський — флейта
- Ольга Скрипова — бек-вокал